# Santino Bussi
Santino Bussi (* 28. August 1664 in Bissone, Schweiz; † 21. Februar 1736 in Wien) war Hofstuckateur in Wien. Er gehörte dem führenden Wiener Künstlerkreis um Johann Bernhard und Joseph Emanuel Fischer von Erlach, Johann Lucas von Hildebrandt und Domenico Martinelli an.

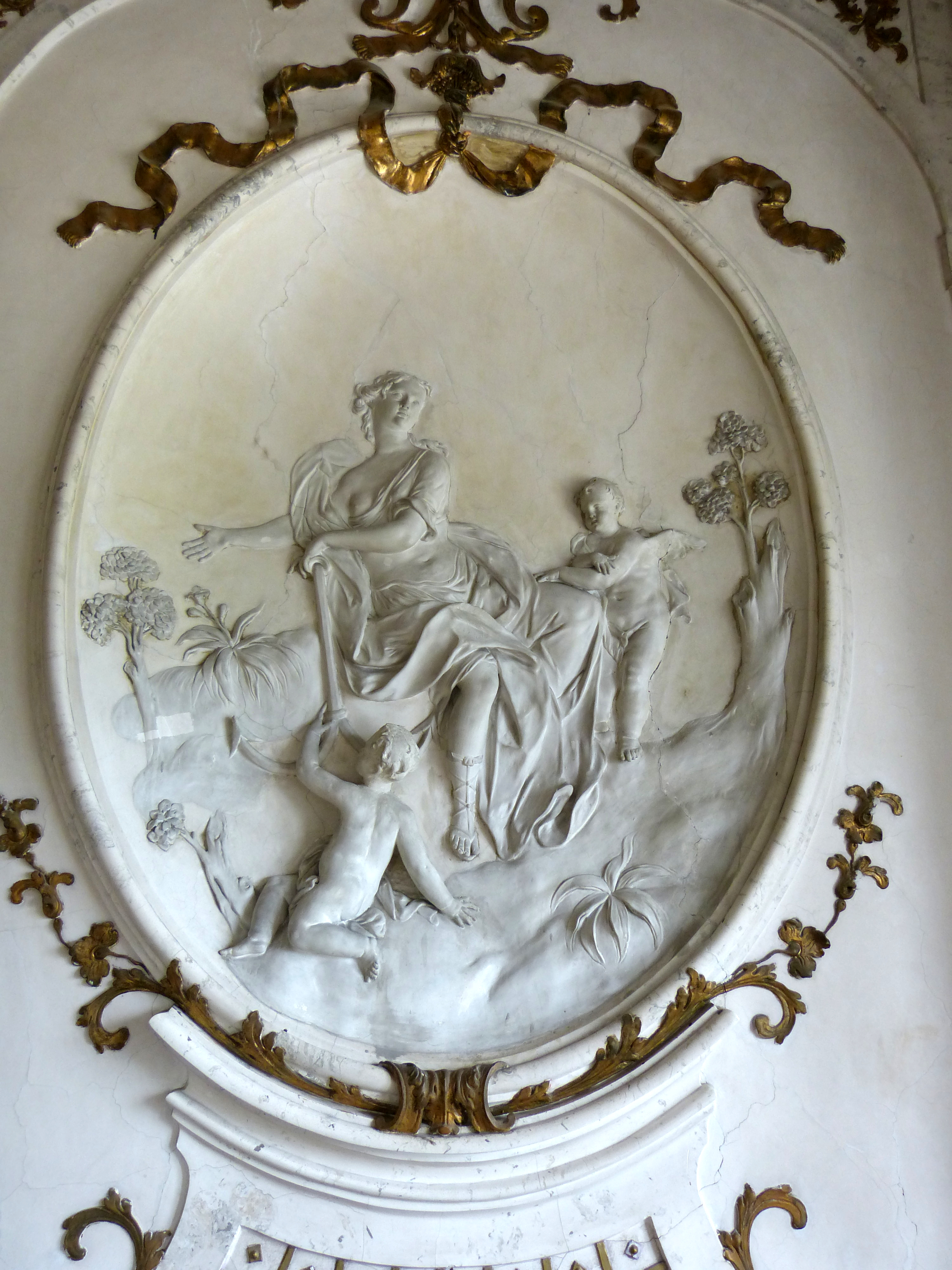
Santino Bussi und Alberto Camesina: Barockes Stuckrelief (1725/30) mit Allegorie der Hoffnung, Schlosskapelle, Schloss Hof (Niederösterreich)

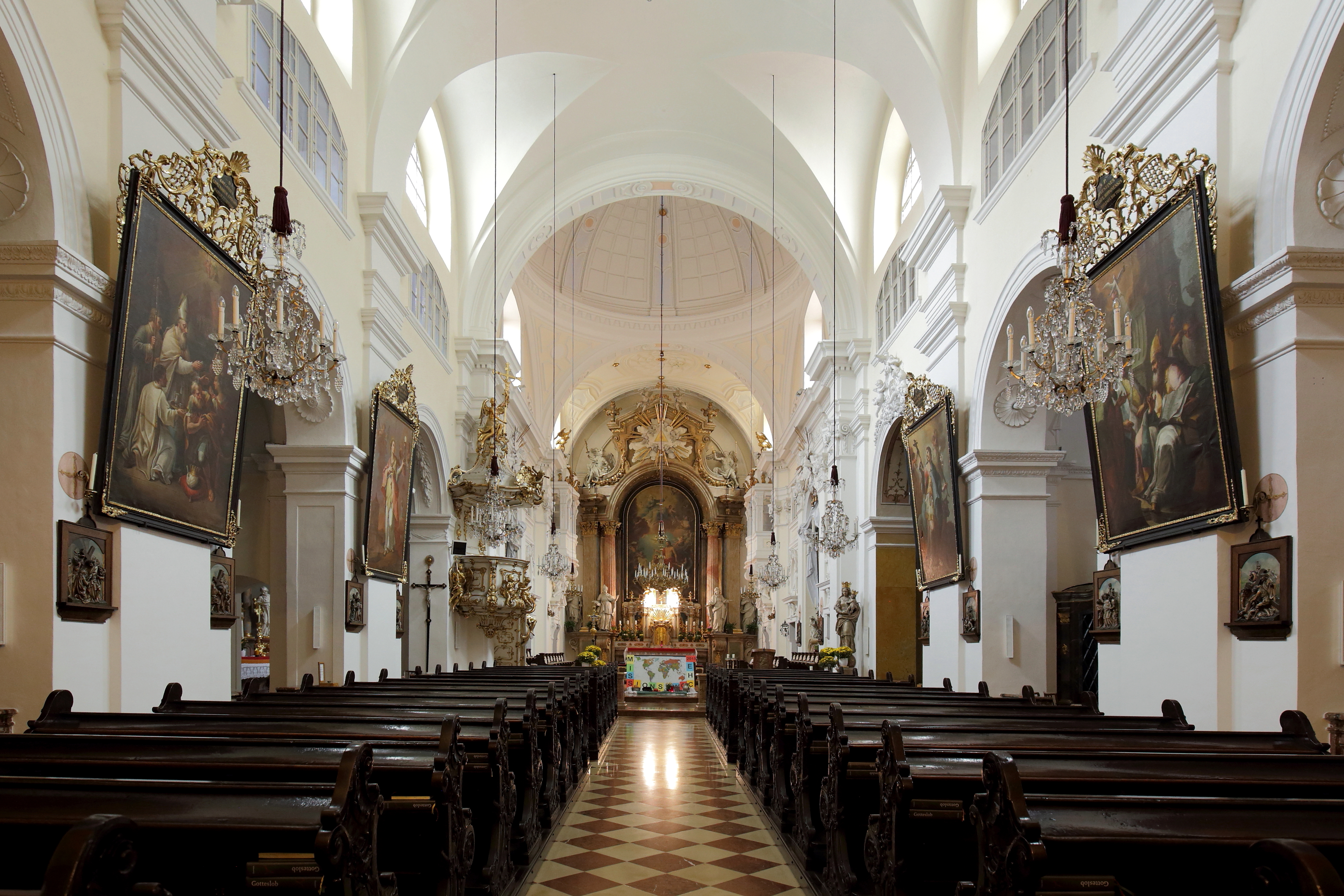
Santino Bussi: Stuckarbeiten, Kirche der Barmherzigen Brüder (Wien)

## Leben
Santino Bussi stammt aus einer bekannten Tessiner Künstlerfamilie. Sein Vater, der Maler Giovanni Francesco Bussi, lehrte ihn schon früh das Zeichnen, später trat er in die Werkstatt eines Stuckateurs ein, um dessen Handwerk zu erlernen. Im Alter von zwölf Jahren wirkte er im Gefolge einer Gruppe von Bauleuten und Künstlern als Wanderstuckateur in Mailand, Böhmen, Prag und Mähren, bis er unter Johann Adam Andreas von Liechtenstein auch auf Schloss Lednice arbeitete.
Daraufhin wurde Bussi 1695 vom Fürsten nach Wien gerufen, wo er Stadtbürger, Mitglied der Stuckateurinnung und Meister wurde. Die rege Bautätigkeit der Hauptstadt der Monarchie kam Bussi sehr zugute und später wurde er auch zum Hofstuckateur ernannt. Bussi unterhielt eine Werkstatt mit einem oder zwei Gesellen und mehreren Helfern und galt als tüchtiger Meister, der gerne beauftragt wurde. Er ließ sich aber seine Arbeiten gut honorieren und konnte daher auch entsprechend großzügig bei seinen Ausgaben sein. Für die Ausstattung des Stadtpalais Liechtenstein in der Bankgasse in Wien erhielt er einst 6000 Florentiner Gulden und 70 Eimer Wein als Lohn.

## Arbeiten
Er wirkte in den Adelspalästen in und um Wien und erhielt seine Aufträge unter anderem vom Prinz Eugen von Savoyen (Stadtpalais, heute Finanzministerium; Schloss Belvedere), vom Graf Kaunitz (Palais Kaunitz, Herrengasse), von Fürst Johann Adam Andreas (Stadtpalais Liechtenstein, Gartenpalais Liechtenstein), Leopold Donat Fürst Trautson (Palais Trautson), Graf Harrach (Palais Harrach) und Fürst Schwarzenberg (Palais Schwarzenberg), alle in Wien. Vielfach arbeitete er mit dem Graubündner Stuckateur Alberto Camesina zusammen.
Bussi stattete auch viele Schlösser aus, darunter Schloss Libochovice (in Libochowitz, Tschechien), Schloss Libesice (Leitmeritz), Palais Czernin (Prag), Palais Clam-Gallas (Prag), Schloss Feldsberg (Valtice, Tschechien), Schloss Austerlitz (Slavkov bei Brünn, Tschechien), Schloss Thürnthal (Fels am Wagram, Österreich), Schloss Prugg (Bruck an der Leitha, Österreich) und das Schloss Mirabell (Salzburg, Österreich).
Zu den bekanntesten Wiener Sakralbauten, in denen Bussi tätig war, zählen die Schottenkirche und die Peterskirche. Desgleichen wirkte er in den Stiftskirchen in Dürnstein, Melk, Klosterneuburg und in Sankt Florian.